# Ведоснур
Ведосну́р (рос. Ведоснур, марій. Ведаснур) — присілок у складі Сернурського району Марій Ел, Росія. Входить до складу Сердезького сільського поселення.

## Населення
Населення — 3 особи (2010; 3 у 2002).
Національний склад (станом на 2002 рік):
- росіяни — 100 %